# عباس صالح طاشكندي
عباس صالح طاشكندي (1361هـ / 1942م في مكة) باحث وأكاديمي سعودي متخصص في علم المكتبات والمعلومات، وهو أول سعودي يحصل على الدكتوراه في علم المكتبات والمعلومات. ارتبطت مسيرته العلمية والأكاديمية والعملية بدراساته المتعلقة بتاريخ مكة المكرمة والمدينة المنورة، وصدر له في في تاريخ الحرمين الشريفين عدد من المؤلفات منها: «تاريخ حلقات العلم في الحرمين الشريفين»، و«خزائن الكتب الخاصة في بلاد الحرمين الشريفين منذ العهد النبوي الشريف حتى الوقت الحاضر». وهو حاصل على «جائزة أمين مدني للبحث في تاريخ الجزيرة العربية» (الدورة التاسعة) عام 2024م.

## التعليم
- حصل على دكتوراه في علم المكتبات والمعلومات من جامعة بتسبرغ في الولايات المتحدة الأمريكية عام 1973م.[6]
- حصل على الماجستير في علم المكتبات والمعلومات من جامعة بتسبرغ عام 1969م.
- حصل على ماجستير (آخر) في علم المكتبات والمعلومات عام 1971م.
- حصل على البكالوريوس في علم المكتبات والمعلومات من جامعة القاهرة عام 1966م.[1]

## العمل
- عميد شؤون المكتبات في جامعة الملك عبد العزيز في جدة في الفترة من محرم 1395- ربيع الأول 1401هـ، ثم لفترة ثانية من جمادى الأولى 1415- شعبان 1424هـ.
- عمل أستاذاً في قسم علم المكتبات والمعلومات في جامعة الملك عبد العزيز.
- أمين المجلس العلمي بجامعة الملك عبد العزيز سابقاً.
- رئيس تحرير «موسوعة مكة المكرمة والمدينة المنورة» التي صدر منها حتى الآن 10 مجلدات.[7][8][9]

## المؤلفات
| م | الكتاب                                                                               | التاريخ | المصدر                              |
| - | ------------------------------------------------------------------------------------ | ------- | ----------------------------------- |
| 1 | صناعة الكتاب السعودي المعاصر: دراسة تحليلية                                          | 1992    | [ 10 ]                              |
| 2 | الطباعة في المملكة العربية السعودية 1300هـ - 1419هـ                                  | 1999    | [ 11 ]                              |
| 3 | دور القطاع الخاص في دعم المكتبات الوقفية                                             | 1999    |                                     |
| 4 | الحجرة النبوية الشريفة                                                               | 2019    | [ 12 ]                              |
| 5 | خزائن الكتب الخاصة في بلاد الحرمين الشريفين منذ العهد النبوي الشريف حتى الوقت الحاضر | 2019    |                                     |
| 6 | تاريخ حلقات العلم في الحرمين الشريفين                                                | 2019    | [ 13 ] [ 14 ]                       |
| 7 | أعلام حدود حرم المدينة المنورة                                                       | 2019    |                                     |
| 8 | إجازات علماء وعالمات الحرمين الشريفين لعلماء الأمصار                                 | 2019    | بالاشتراك مع عبد الوهاب أبو سليمان. |

## محاضرات
«الطباعة العربية في الهند» في مركز الملك فيصل للبحوث والدراسات بمناسبة اختيار الرياض عاصمة للثقافة العربية عام 2000م.

## الجوائز
حصل على «جائزة أمين مدني للبحث في تاريخ الجزيرة العربية» (الدورة التاسعة) عام 2024م، وذلك عن مجمل أعماله وبحوثه العلمية المتعلقة بشبه الجزيرة العربية خاصة دراساتها المرتبطة بتاريخ مكة المكرمة والمدينة المنورة والحرمين الشريفين.